# Ґалованські гаї
Ґалованські гаї (Galovianske háje) — геоморфологічна підодиниця Ліптовської улоговини.. Місце розташування — округ Ліптовський Мікулаш. Найвища точка — 782 метри. Протікають Андицький потік; Клячанка; Малатінка і Дубравка.